# Teleférico

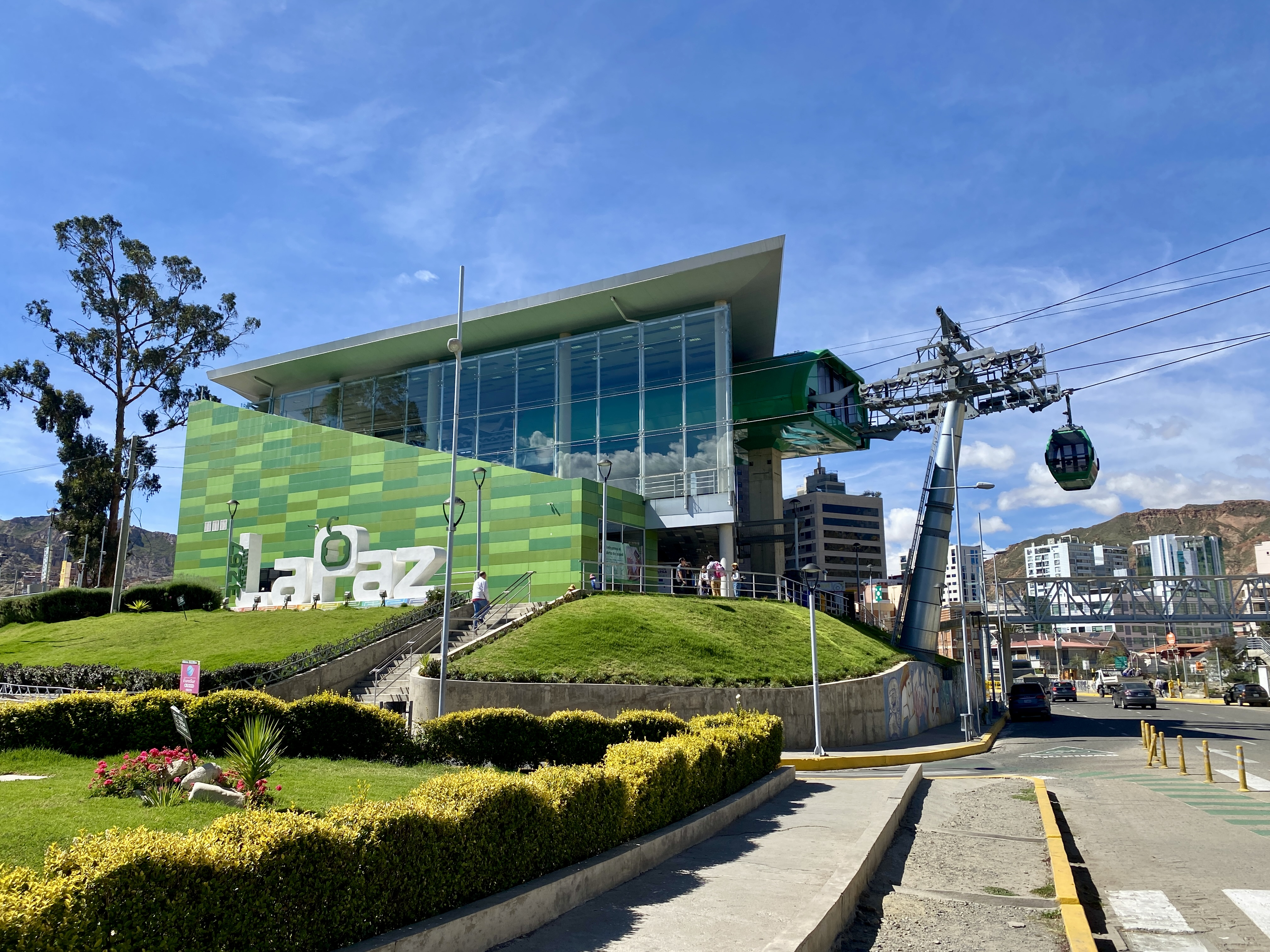
Estación verde de la red de teleféricos más grande del mundo en La Paz, Bolivia.

El teleférico es un sistema de transporte no tripulado aéreo constituido por cabinas colgadas de una serie de cables que se encargan de hacer avanzar a las unidades a través de las estaciones. Cuando las cabinas van por tierra, se denomina funicular.

## Generalidades

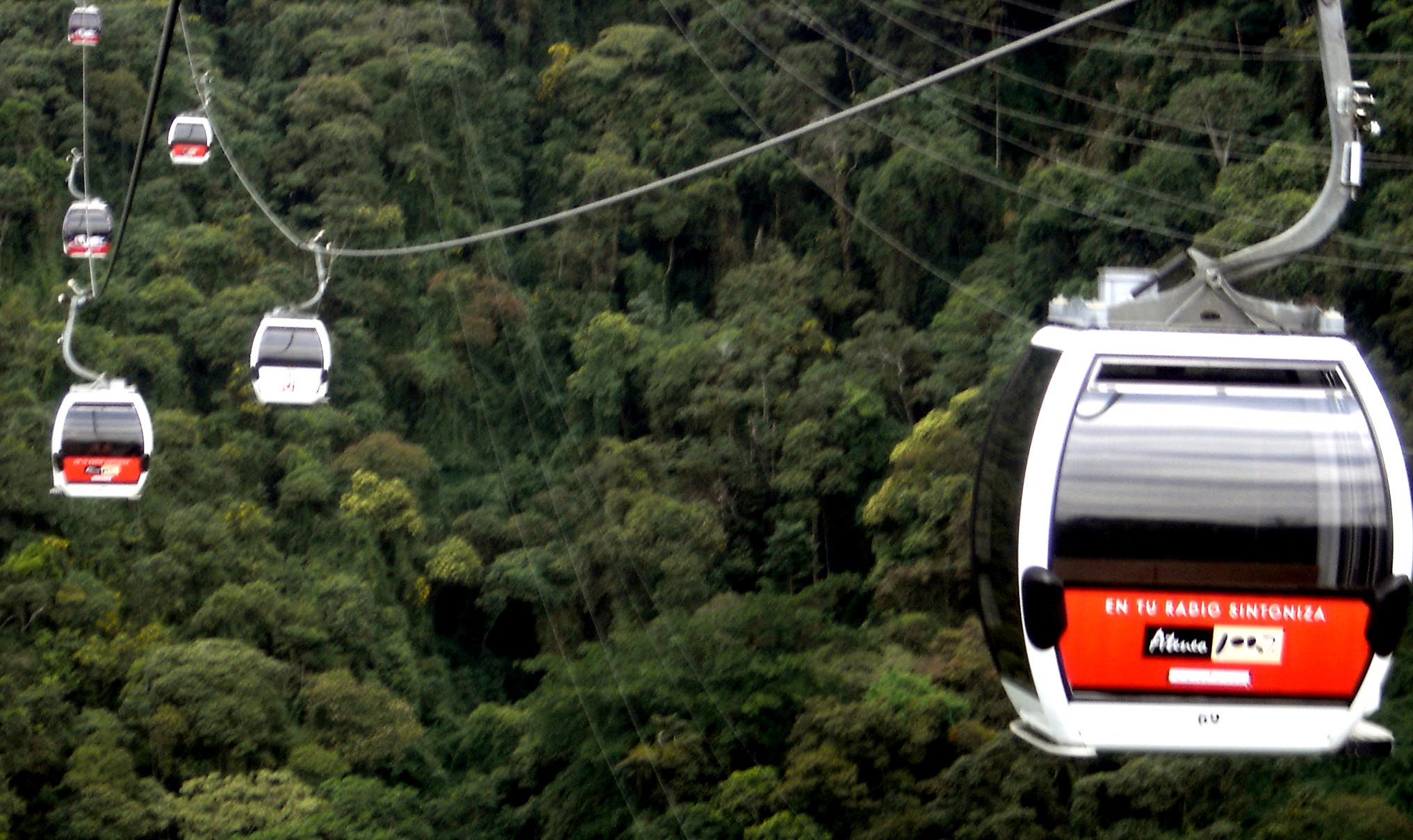
Teleférico de Caracas, Venezuela.

El sistema del teleférico está compuesto por uno o más cables (dependiendo del tipo). El primer cable está fijo y sirve para sostener las cabinas, el segundo está conectado a un motor (ubicado en la estación) y hace mover las cabinas.
Algunos teleféricos usan dos cabinas por tramo (trayecto entre estación y estación) a fin de crear un contrapeso. Otros sistemas más complejos tienen varias cabinas suspendidas simultáneamente en cada dirección.
El teleférico es un medio de transporte que consiste en cabinas con capacidad para llevar a un grupo de personas. Estas cabinas están suspendidas en el aire y son transportadas por uno o varios cables. La mayoría de estos medios de transporte son accionados por energía eléctrica. Este transporte se usa en zonas con grandes diferencias de altura, donde el acceso por carretera o ferrocarril resulta difícil.
En un principio, la razón para diseñar el teleférico fue tener una cabina colgante que sirviera de puente entre un lugar de difícil acceso y el ferrocarril. 

## Historia
En América del Sur se habla de un dispositivo similar a un teleférico, que habría existido desde 1563 aproximadamente sobre un desfiladero en el camino de Mérida a Bogotá, que consistía en una canasta que colgaba de una cuerda de soporte con una polea y una cuerda de tracción que los ocupantes de la canasta podían jalar por sí mismos. Se dice que estuvo en funcionamiento hasta finales del siglo XIX.
El primer diseño europeo de un artefacto similar fue el del erudito croata Fausto Verancio y el primero operativo fue construido en 1644 por Adam Wybe en Dánzig. Se movía con caballos y se usaba para mover tierra sobre el río para construir defensas. Se le considera el primer ascensor de cable conocido en la historia europea y precede a la invención del cable de acero. No se sabe cuánto tiempo se utilizó pero, en cualquier caso, pasarían otros 230 años antes de que Alemania obtuviera el segundo ascensor de cable, esta nueva versión equipada con cable de hierro.
Otros sistemas fueron desarrollados para la minería en la década de 1860 por Hodgson y Andrew Smith Hallidie, perfeccionados en 1867 para transportar también personas.
En 1894, un teleférico de pasajeros que í160 metros entre dos torres de 25 metros de altura (accesibles por ascensores eléctricos) se mostró durante la "Exposición Industrial y Artesanal de Milán",y fue construido por los ingenieros Giulio Ceretti y Vincenzo Tanfani. En 1937, la fábrica Ceretti Tanfani del mismo nombre construyó un teleférico que cubría 75 kilómetros en Eritrea, el teleférico Massaua-Asmara, y todavía construye teleféricos en Italia a día de hoy.
En 1898, se presentó al público en general en Zúrich una maqueta denominada Luftkabelbahn (teleférico) como atracción turística. La construcción, conocida como el ferrocarril de montaña del futuro, era una mezcla de funicular y teleférico. Se calculó para una luz de un kilómetro. La cabina, asegurada hasta con 20 cables y diseñada para transportar a 12 personas, debería haber recorrido esta distancia en siete minutos, según las ideas del diseñador. Para superar distancias más largas se proporcionaban estaciones de conexión. Se suponía que los frenos de acción automática, que eran comunes para los teleféricos en ese momento, evitarían una caída en caso de que se rompiera el cable de remolque. El sistema "Margesin", llamado así por el inventor y propietario de la patente, nunca se implementó.  

### Uso en minería
Los teleféricos se utilizan a veces en regiones montañosas para transportar mineral desde una mina ubicada en lo alto de la montaña hasta un molino de mineral situado más abajo. Los teleféricos de mineral eran comunes a principios del siglo XX en las minas de América del Norte y del Sur.
Se construyeron más de mil teleféricos mineros en todo el mundo: Spitsbergen, Rusia, Alaska, Argentina, Nueva Zelanda y Gabón. Esta experiencia se repitió con el uso de teleféricos en la Primera Guerra Mundial, particularmente en las Batallas del Isonzo de Italia. La firma alemana Bleichert construyó cientos de teleféricos militares y de mercancías, e incluso construyó el primer teleférico turístico en 1913 en Bolzano, por aquel entonces parte del Imperio austrohúngaro.
Otras empresas entraron al negocio de los tranvías mineros: Otto, Leschen, Breco Ropeways Ltd., Ceretti and Tanfani y Riblet, por ejemplo. Un importante contribuyente británico fue Bullivant, que se convirtió en miembro de British Ropes en 1924. La perfección del teleférico a través de la minería llevó a su aplicación en otros campos, como la tala, los campos de azúcar, el cultivo de remolacha, las plantaciones de té, el café, la extracción de frijol y guano.

### Uso en el transporte de personas
A principios del siglo XX, el auge de la clase media y la industria del ocio permitieron invertir en máquinas para hacer turismo. En 1891 se construyó un teleférico que cubría una distancia de 2,3 kilómetros en Hong Kong. Después del teleférico pionero de 1907 en el Monte Ulía (San Sebastián, España) de Leonardo Torres y Quevedo y el Ascensor Wetterhorn (Grindelwald, Suiza) en 1908, se construyeron otros a la cima de los altos picos en los Alpes de Austria, Alemania y Suiza. Eran mucho más baratos de construir que los trenes de cremallera anteriores.
En 1916, tras el desmantelamiento del sistema en el Monte Ulía, Torres y Quevedo diseñó el que actualmente es el teleférico en funcionamiento más antiguo del mundo: el Spanish Aerocar, en las Cataratas del Niágara.
Uno de los primeros teleféricos estaba en Chamonix, al que siguieron pronto otros en Suiza y Garmisch (Alemania). El primer teleférico de América del Norte fue en Cannon Mountain en Franconia, New Hampshire en 1938. Después de la Segunda Guerra Mundial proliferaron las instalaciones en Europa, América, Japón, Canadá y Sudáfrica. Muchos cientos de instalaciones han surgido en áreas montañosas y marinas.
El teleférico ha vuelto a evolucionar en las últimas décadas: se construyó uno en Costa Rica para trasladar a los turistas por encima de una selva tropical, mientras que en Portland, Oregón, se construyó otro para trasladar a los viajeros. En la actualidad, el papel minero de los teleféricos ha disminuido, aunque algunos todavía funcionan, y el movimiento de personas sigue siendo un papel importante para el dispositivo.
Muchos teleféricos fueron construidos por Von Roll Ltd. de Suiza, que desde entonces ha sido adquirida por el fabricante de ascensores austriaco Doppelmayr. Otras firmas alemanas, suizas y austriacas jugaron un papel importante en el negocio de los teleféricos: Bleichert , Heckel, Pohlig, PHB (Pohlig-Heckel-Bleichert), Garaventa y Waagner-Biró. Ahora hay tres grupos que dominan el mercado mundial: Doppelmayr Garaventa Group, Leitner Group y Poma, siendo los dos últimos propiedad de una sola persona.
Algunos tienen su propia propulsión, como en el Lasso Mule o el Teleférico de la Montaña Josef cerca de Merano, Italia.

## Teleféricos en Hispanoamérica

### Argentina
| Teleféricos                        | Longitud | Inauguración        |
| ---------------------------------- | -------- | ------------------- |
| Teleférico Cerro Otto de Bariloche | 2,1 km   | 1974                |
| Teleférico San Bernardo de Salta   | 1,0 km   | 12 de enero de 1988 |
| Teleférico Ala Delta de Salta      | 1,1 km   | 2024                |
| Total                              | 4,2 km   |                     |

### Bolivia
| Teleféricos                                    | Longitud | Inauguración             | Denominación local | Empresa constructora | Uso                |
| ---------------------------------------------- | -------- | ------------------------ | ------------------ | -------------------- | ------------------ |
| Teléferico del Cristo de la Concordia          | 0,8 km   | 13 de septiembre de 1999 | -                  | -                    | Turístico          |
| Línea Roja del Teleférico La Paz - El Alto     | 2,4 km   | 24 de abril de 2014      | Mi Teleférico      | Doppelmayr           | Transporte público |
| Línea Amarilla del Teleférico La Paz - El Alto | 3,9 km   | 15 de septiembre de 2014 | Mi Teleférico      | Doppelmayr           | Transporte público |
| Línea Verde del Teleférico La Paz - El Alto    | 3,7 km   | 4 de diciembre de 2014   | Mi Teleférico      | Doppelmayr           | Transporte público |
| Línea Azul del Teleférico La Paz - El Alto     | 4,7 km   | 3 de marzo de 2017       | Mi Teleférico      | Doppelmayr           | Transporte público |
| Línea Naranja del Teleférico La Paz - El Alto  | 2,6 km   | 29 de septiembre de 2017 | Mi Teleférico      | Doppelmayr           | Transporte público |
| Teleférico Santuario de la Virgen del Socavón  | 0,8 km   | 7 de febrero de 2018     | Mi Teleférico      | Poma                 | Turístico          |
| Línea Blanca del Teleférico La Paz - El Alto   | 2,9 km   | 24 de marzo de 2018      | Mi Teleférico      | Doppelmayr           | Transporte público |
| Línea Celeste del Teleférico La Paz - El Alto  | 2,7 km   | 14 de julio de 2018      | Mi Teleférico      | Doppelmayr           | Transporte público |
| Línea Morada del Teleférico La Paz - El Alto   | 4,3 km   | 28 de septiembre de 2018 | Mi Teleférico      | Doppelmayr           | Transporte público |
| Línea Café del Teleférico La Paz - El Alto     | 0,7 km   | 20 de diciembre de 2018  | Mi Teleférico      | Doppelmayr           | Transporte público |
| Línea Plateada del Teleférico La Paz - El Alto | 2,6 km   | 9 de marzo de 2019       | Mi Teleférico      | Doppelmayr           | Transporte público |
| Total                                          | 32,1 km  |                          |                    |                      |                    |

### Chile
| Teleféricos                      | Longitud | Inauguración                  | Empresa constructora | Uso                |
| -------------------------------- | -------- | ----------------------------- | -------------------- | ------------------ |
| Teleférico de Santiago           | 4,8 km   | 1 de abril de 1980            | POMA                 | Turístico          |
| Teleférico Bicentenario          | 3,4 km   | En construcción               | Doppelmayr           | Transporte público |
| Teleférico Pío Nono              | 1 km     | En construcción               | Icafal/Doppelmayr    | Transporte público |
| Teleférico Iquique-Alto Hospicio | 5,5 km   | En etapa de licitación        |                      | Transporte público |
| Teleférico de Talcahuano         | 2,6 km   | En estudio de prefactibilidad |                      | Transporte público |
| Total                            | 17,3 km  |                               |                      |                    |

### Colombia
| Teleféricos                             | Longitud | Inauguración             | Denominación local | Empresa constructora          | Uso                |
| --------------------------------------- | -------- | ------------------------ | ------------------ | ----------------------------- | ------------------ |
| Teleférico a Monserrate                 | 0,8 km   | 27 de septiembre de 1955 | -                  | -                             | Turístico          |
| Línea K del teleférico de Medellín      | 2,07 km  | 7 de agosto de 2004      | Metrocable         | POMA                          | Transporte público |
| Línea J del teleférico de Medellín      | 2,7 km   | 3 de marzo de 2008       | Metrocable         | POMA                          | Transporte público |
| Teleférico del Chicamocha               | 6,3 km   | 24 de enero de 2009      | Panachi            | POMA                          | Turístico          |
| Línea 1 del teleférico de Manizales     | 2,1 km   | 30 de octubre de 2009    | Cable Aéreo        | Leitner                       | Transporte público |
| Línea L del teleférico de Medellín      | 4,6 km   | 9 de febrero de 2010     | Metrocable         | POMA                          | Turístico          |
| Teleférico de San Sebastián de Palmitas | 1,7 km   | 20 de agosto de 2011     | -                  | -                             | Transporte público |
| Línea 2 del teleférico de Manizales     | 0,7 km   | 3 de enero de 2014       | Cable Aéreo        | Leitner                       | Transporte público |
| Teleférico Cerro del Santísimo          | 1,3 km   | 26 de junio de 2015      | -                  | Doppelmayr                    | Turístico          |
| Teleférico de Cali                      | 2,1 km   | 18 de septiembre de 2015 | MIO Cable          | Leitner                       | Transporte público |
| Teleférico de las Lajas                 | 1,5 km   | 7 de diciembre de 2015   | -                  | -                             | Turístico          |
| Línea H del teleférico de Medellín      | 1,4 km   | 17 de diciembre de 2016  | Metrocable         | POMA                          | Transporte público |
| Teleférico Parque del Café              | 0,3 km   | 26 de julio de 2018      | Bambusario         | Doppelmayr                    | Turístico          |
| Línea 1 del teleférico de Bogotá        | 3,3 km   | 27 de diciembre de 2018  | TransMiCable       | en:Doppelmayr/Garaventa Group | Transporte público |
| Línea M del teleférico de Medellín      | 1,05 km  | 28 de febrero de 2019    | Metrocable         | POMA                          | Transporte público |
| Línea P del teleférico de Medellín      | 2,7 km   | 10 de junio de 2021      | Metrocable         | POMA                          | Transporte público |
| Teleférico de Pereira                   | 3,4 km   | 30 de agosto de 2021     | Megacable          | POMA                          | Transporte público |
| Línea 3 del teleférico de Manizales     | 2,4 km   | En construcción          | Cable Aéreo        | Leitner                       | Transporte público |
| Línea 2 del teleférico de Bogotá        | 2,8 km   | En construcción          | TransMiCable       | Doppelmayr                    | Transporte público |
| Línea 3 del teleférico de Bogotá        | 3,3 km   | En construcción          | TransMiCable       | Doppelmayr                    | Transporte público |
| Total                                   | 46,5 km  |                          |                    |                               |                    |

### Ecuador
| Teleféricos             | Longitud | Inauguración            | Denominación local | Empresa constructora | Uso                |
| ----------------------- | -------- | ----------------------- | ------------------ | -------------------- | ------------------ |
| Teléferico de Quito     | 2,5 km   | 24 de mayo de 2005      | TelefériQo         | POMA                 | Turístico          |
| Teléferico de Guayaquil | 4,0 km   | 21 de diciembre de 2020 | Aerovía            | POMA                 | Transporte público |
| Total                   | 6,5 km   |                         |                    |                      |                    |

### México
| Teleféricos                                   | Longitud | Inauguración             | Denominación local                    | Empresa constructora | Uso                |
| --------------------------------------------- | -------- | ------------------------ | ------------------------------------- | -------------------- | ------------------ |
| Línea 1 del Teleférico del Estado de México   | 4,9 km   | 4 de octubre de 2016     | Mexicable                             | Leitner              | Transporte público |
| Línea 1 del Teleférico de la Ciudad de México | 9,2 km   | 4 de marzo de 2021       | Cablebús                              | Doppelmayr           | Transporte público |
| Línea 2 del Teleférico de la Ciudad de México | 10,5 km  | 8 de agosto de 2021      | Cablebús                              | Leitner              | Transporte público |
| Línea 2 del Teleférico del Estado de México   | 8,4 km   | 30 de marzo de 2023      | Mexicable                             | Leitner              | Transporte público |
| Línea 3 del Teleférico de la Ciudad de México | 5,4 km   | 24 de septiembre de 2024 | Cablebús                              | Doppelmayr           | Transporte público |
| Teleférico de las Barrancas del Cobre         | 3,0 km   | 25 de septiembre de 2010 | Barrancas del Cobre                   | Doppelmayr           | Turístico          |
| Teleférico de Zacatecas                       | 0,7 km   | 3 de octubre de 1979     | Teleférico                            | POMA                 | Turístico          |
| Teleférico de Puebla                          | 0,68 km  | 4 de enero de 2016       | Teleférico                            | CEMS                 | Turístico          |
| Teleférico de Durango                         | 0,75 km  | 6 de noviembre de 2010   | Teleférico                            | Leitner              | Turístico          |
| Teleférico de Orizaba                         | 1 km     | 26 de diciembre de 2013  | Teleférico                            | Leitner              | Turístico          |
| Teleférico de Torreón                         | 1.46 km  | 7 de diciembre de 2017   | Teleférico Torreón Cristo de las Noas | Leitner              | Turístico          |
| Total                                         | 45,99 km |                          |                                       |                      |                    |

### Perú
| Teleféricos              | Longitud | Inauguración       | Uso       |
| ------------------------ | -------- | ------------------ | --------- |
| Teleférico de Kuélap     | 4,5 km   | 2 de marzo de 2017 | Turístico |
| Teleférico de Miraflores | 0,3 km   | EN CONSTRUCCION    | Turístico |
| Total                    | 4,8 km   |                    |           |

### República Dominicana
| Teleféricos                              | Longitud | Inauguración          | Denominación local | Empresa constructora | Uso                |
| ---------------------------------------- | -------- | --------------------- | ------------------ | -------------------- | ------------------ |
| Línea T1 del teleférico de Santo Domingo | 5,0 km   | 23 de mayo de 2018    | -                  | POMA                 | Transporte público |
| Línea T2 del teleférico de Santo Domingo | 4,2 km   | 27 de febrero de 2023 | -                  | POMA                 | Transporte público |
| Teleférico de Santiago de los Caballeros | 6,5 km   | Diciembre de 2023     | -                  | POMA                 | Transporte público |
| Teleférico de Puerto Plata               | 2,6 km   | 19 de julio de 1975   | -                  | Ceretti e Tanfani    | Turístico          |
| Total                                    | 18,3 km  |                       |                    |                      |                    |

### Venezuela
| Teleféricos               | Longitud | Inauguración            |
| ------------------------- | -------- | ----------------------- |
| Teleférico de Mérida      | 12,5 km  | 5 de marzo de 1960      |
| Teleférico warairarepano  | 3,5 km   | 11 de diciembre de 1955 |
| Metrocable de San Agustín | 1,8 km   | 20 de enero de 2010     |
| Metrocable de Mariche     | 4,8 km   | 10 de diciembre de 2012 |
| Total                     | 22,6 km  |                         |